# 97-й Нью-Йоркский пехотный полк
97-й Нью-Йоркский пехотный полк (97th New York Volunteer Infantry Regiment) он же Conklin Rifles — представлял собой один из пехотных полков армии Союза во время Гражданской войны в США. Полк был сформирован весной 1862 года и прошёл все сражения войны на Востоке от сражения у Кедровой горы до сражения при Аппоматтоксе, и был расформирован в июле 1865 года.

## Формирование
Полк был сформирован полковником Чарльзом Уилоком, который до этого участвовал в наборе 14-го и 26-го Нью-Йоркских полков. Полк был сформирован в Бунвилле и принят на службу в федеральную армию 18 февраля 1862 года, сроком на три года службы. Роты полка были набраны в Бунвилле (А и С), в округе Льюис (В), в Солсбери (D и F), в Проспекте (Е), округе Хекимер (G), в Утике и Лоувилле (Н), в Литтл-Фоллс (I) и Роме (К).
Первым командиром полка стал Чарльз Уилок, подполковником Джон Споффорд и майором Чарльз Нортруп.

## Боевой путь
12 марта 1862 года полк был отправлен в Вашингтон, где вошёл в отряд Уодсворта, размещённый в укреплениях. В мае полк был включён в дивизию Эдварда Орда, в бригаду Абрама Дьюри. 28 мая полк участвовал в экспедиции к Фронт-Рояль, а 26 июня бригада Дьюри стала 1-й бригадой дивизии Джеймса Рикеттса в III корпусе Вирджинской армии. В июле-августе служил около Уоррентона, а 9 августа принял участие в сражении у Кедровой горы.